# Kreisgericht Grünberg
Das Kreisgericht Grünberg war ein preußisches Kreisgericht in der damaligen Provinz Schlesien mit Sitz in der Stadt Grünberg.

## Geschichte
Im Bezirk des Kreisgerichts Grünberg bestanden bis 1849 das königliche Land- und Stadtgericht Grünberg sowie viele Patrimonialgerichte.
1849 wurden in Preußen einheitlich Kreisgerichte geschaffen. Hierbei wurde die Patrimonialgerichtsbarkeit abgeschafft und die Patrimonialgerichte wurden aufgehoben. Auch die eingangs genannten Gerichte wurden aufgehoben und es entstand das Königliche Kreisgericht Grünberg im Sprengel des Appellationsgerichts Glogau. Es war für den Landkreis Grünberg i. Schles. zuständig.
Das Kreisgericht Grünberg war Schwurgericht für die Kreisgerichte Grünberg, Freystadt und Sagan. Am Gericht waren 1870 ein Direktor und neun Kreisrichter eingesetzt. 1870 betrug die Zahl der Gerichtseingesessenen 50.876. Gerichtstage wurden in Kontopp und Deutsch-Wartenberg gehalten.
Im Rahmen der Reichsjustizgesetze wurde das Gerichtswesen in Deutschland 1879 vereinheitlicht. Damit wurde das Kreisgericht Grünberg aufgehoben und das königlich preußische Amtsgericht Grünberg in Schlesien mit Wirkung zum 1. Oktober 1879 als eines von 14 Amtsgerichten im Bezirk des Landgerichtes Glogau als Nachfolger gebildet.